# Constantin Andreou
Constantin Andreou (eigentlich Konstantínos Andréou, griechisch Κωνσταντίνος Ανδρέου, * 24. März 1917 in São Paulo; † 8. Oktober 2007 in Athen) war ein bedeutender griechisch-französischer Maler und Bildhauer. 
Andreou wurde in der brasilianischen Stadt São Paulo als Sohn griechischer Eltern geboren. Als er acht Jahre alt war, kehrte die Familie nach Griechenland zurück.
1940 wurde er in die griechische Armee einberufen und kämpfte im Zweiten Weltkrieg. Nach der Besetzung Griechenlands durch deutsche, italienische und bulgarische Truppen schloss er sich dem bewaffneten Widerstand an.
Nach dem Ende des Zweiten Weltkriegs erhielt Andreou 1945 ein Stipendium der französischen Regierung und ging nach Paris.  
In der Bildhauerei schweißte Andreou 1947 erstmals Messingplatten zusammen. Diese von ihm entwickelte neue Kunsttechnik erlaubte ihm, neue Ausdrucksformen zu finden. 
In Paris lernte Andreou einige der bedeutendsten Künstler der Zeit kennen und arbeitete mit ihnen zusammen, unter anderen mit Le Corbusier. Andreous Gemälde wurden zusammen mit Kunstwerken von bedeutenden Künstlern wie Picasso, Henri Matisse und Max Ernst ausgestellt.
Andreou erhielt zahlreiche französische und internationale Auszeichnungen, u. a. wurde ihm 1988 der Grand prix Antoine Pevsner für seine Skulpturen verliehen.
Im Jahr 2001 ernannte ihn die französische Regierung zum Ritter der Ehrenlegion (Croix de Chevalier de la Légion d’honneur), ein Jahr später wurde er Komtur und 2005 mit dem Titel Offizier de l’Ordre des Arts et des Lettres geehrt.
Werke von Andreou befinden sich in zahlreichen internationalen Museen und Privatsammlungen.